# Geitodoris heathi
Geitodoris heathi, tên phổ biến "Heath's dorid", là một loài sên biển màu mang trần, là động vật thân mềm chân bụng không vỏ sống ở biển trong họ Dorididae.

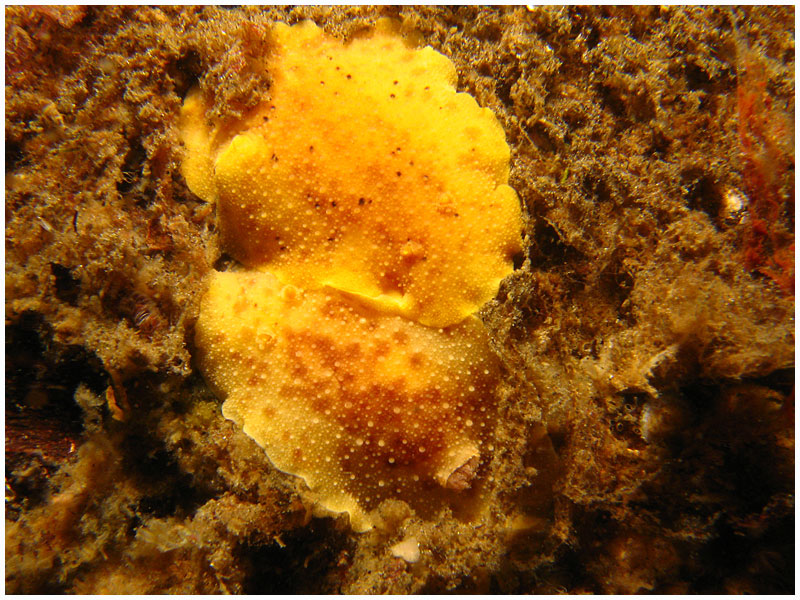
Geitodoris heathi, một cặp giao phối

## Phân bố
Loài này sinh sống ở tây Thái Bình Dương, từ Alaska đến Baja California.

## Hình ảnh

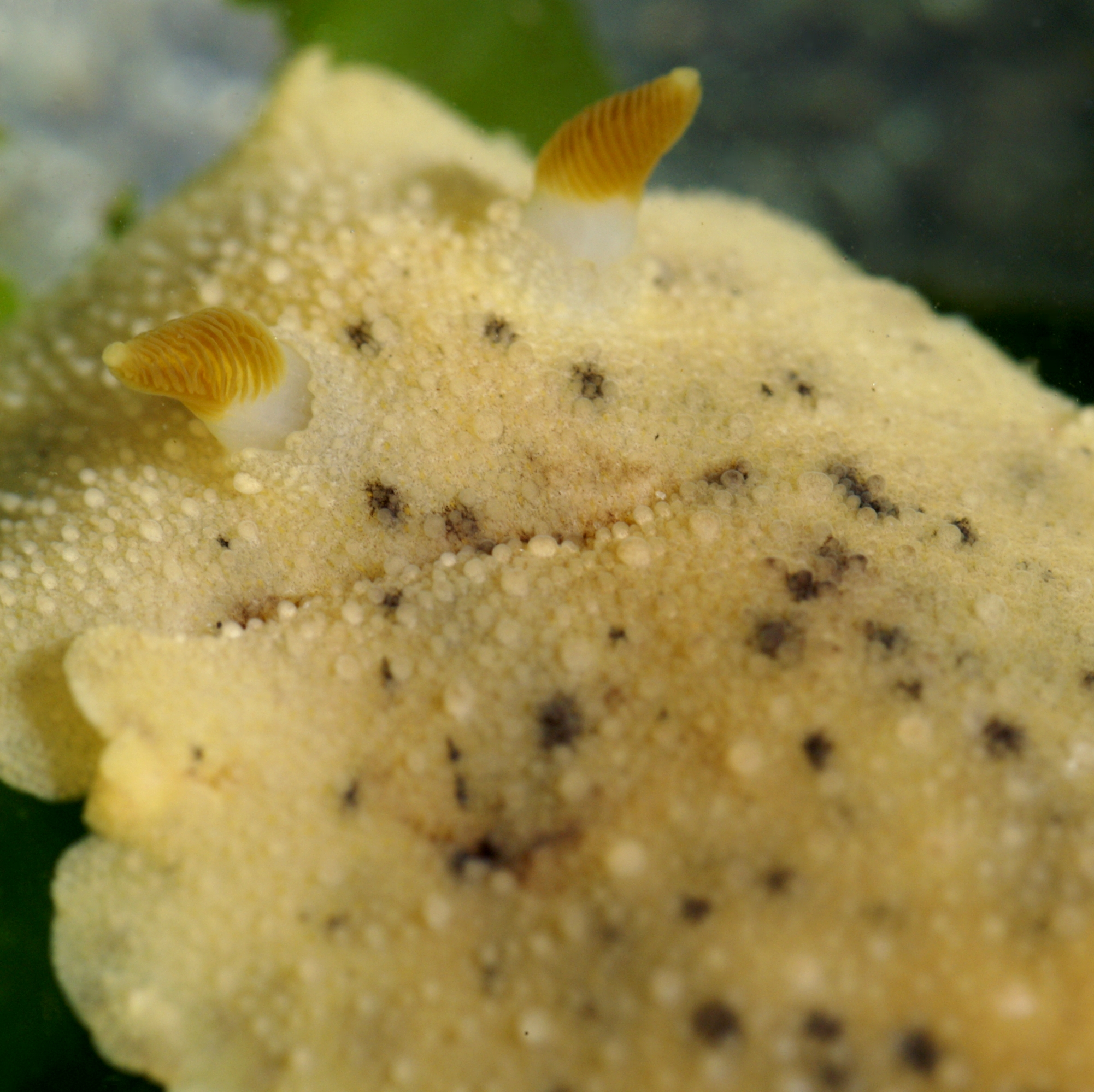

### Liên kết ngoài

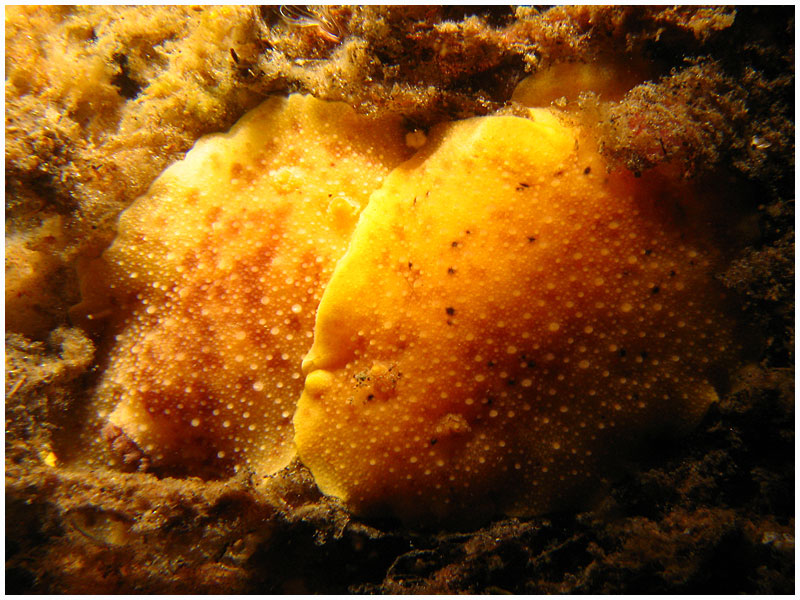